# متلازمة بلومر فنسون
متلازمة بلومر فنسون (بالإنكليزية Plummer–Vinson syndrome). وتدعى أيضاً متلازمة باترسون بروان. هي متلازمة تتصف بعسر بلع مرافق لنقص حديد مزمن. وتعالج بمعاكسة فقر الدم مع توسيع المري.

## الأسباب
سبب متلازمة بلومر فنسون غير معروف بشكل واضح، ولكن بعض العوامل الجينية ونقص التغذية قد تلعب دوراً في الإصابة، والتي تكون عادة أكثر شيوعاً في النساء،
يكون أحيانا السبب في متلازمة بلومر فنسون تضيق في شبكات المريء أو التهاب اللسان، أو فقر الدم بسبب نقص الحديد. وعادة يصيب النساء الذين في عمر سن اليأس.
يرتبط عسر البلع بنقص الحديد، مما يسبب صعوبة بالبلع (عسرة بلع) وذلك نتيجة وجود أغشية عنكبوتية من نسيج ينمو في الحلق (نسيج مريئي). والعلاقة بين فقر الدم وعسر البلع غير مفهومة إلى الآن. قد ينجم التضيق عن نسيج متندب أو ورم مثلاً.

## الأعراض
كثيرا ما يشكوا مرضى المتلازمة من حرقان في اللسان والغشاء المخاطي للفم، وضمور في حليمات اللسان. ومن أهم الأعراض التي تسببها متلازمة بلومر فنسون:
1. عسر البلع (صعوبة في البلع).
2. ألم وخاصة في البلعوم.
3. ضعف ووهن.
4. التهاب في اللسان.
5. ضمور في اللسان.
6. التهاب في الفم والبلعوم.
7. زيادة خطر الإصابة بالسرطان.
8. تقعر الأظفار، التهاب اللسان، التهاب الشفة، وتضخم الطحال.

## العلاج
يتم العلاج في المقام الأول في تصحيح فقر الدم الناتج عن نقص الحديد. حيث يعطى المرضى مكملات الحديد في نظامهم الغذائي. ومكملات الحديد من الفيتامينات تحسن في عملية عسر البلع، بالإضافة إلى اعطاء مضادات حيوية للالتهابات ومسكنات الألم. المرضى يستجيبون بشكل جيد للعلاج عموماً. قد تستخدم الموسعات للمساعدة في عملية البلع ولكن مضاعفاتها قد تكون خطيرة وتتسبب في الإصابة بمرض سرطان الخلايا الحرشفية.

## وصلات خارجية
- PVS Resource
- http://emedicine.medscape.com/article/187341-overview
- http://www.nlm.nih.gov/medlineplus/ency/article/001158.htm
- http://www.patient.co.uk/doctor/Paterson-Brown-Kelly-(Plummer-Vinson)-Syndrome.htm
- (بالفرنسية) Fiche Orphanet